# Missing You (canción de The Black Eyed Peas)
«Missing You» (Español: «Extrañándote») es una canción interpretada por el grupo estadounidense de hip-hop Black Eyed Peas de su quinto álbum de estudio The E.N.D.. La canción fue lanzada como el sexto sencillo del álbum en Francia y Australia. Mientras que en el resto del mundo solo como sencillo promocional. Cabe destacar que en un principio este sería el tercer sencillo.

## Promoción
"Missing You" entró a las listas en Francia y en Australia. La canción fue lanzada el 7 de junio de 2010. Ha logrado entrar a la posición 8 en el French Airplay Chart
y al 19 en el French Digital Char. También se está utilizando en muchos anuncios en el Reino Unido. Un remix del tema fue lanzado en la tienda de iTunes australiana el 13 de junio de 2010.

## Video musical
El video fue grabado en vivo del The E.N.D. World Tour en Los Ángeles, California, y fue lanzado el 18 de junio de 2010 como el video oficial del sencillo en Francia.

## Lista de canciones
Francia Single
| N.º | Título                     | Duración |  |
| 1.  | «Missing You» (Radio Edit) | 4:25     |  |